# 族 (分類学)
族（ぞく、英: tribe、羅: tribus）は、生物の分類における階級の一つである。リンネ式階層分類における7つの基本的な階級に加え、必要に応じて、科の下、属の上に置いて用いられる補助的な階級である。族という訳語は動物学において用いられるものであり、植物学および細菌学においては連（れん）と訳される。

## 動物における族
現行の国際動物命名規約第4版では、族は科階級群の一つであり、亜科よりも低い階級として定義される。
族の下、属の上の階級には亜族（あぞく、英: subtribe、羅: subtribus）が用いられる。亜族も科階級群の一つであり、族よりも低い階級として定義される。また、科階級群には任意のランクを挿入することができ、亜科の下、族の上には上族（じょうぞく、英: supertribe）を置くこともあるが、亜族とは異なり規約中では言及されていない用語である。
同位の原理（どういのげんり、Principle of Coordination）により、明記されなくとも、族や亜族のタクソンは他の科階級群の設立と同時に設立されたことになる。その学名はどの階級においても同一の著者と日付を持つ。

### 族の学名
族の学名は、タイプ属に適切な接尾辞（suffix）を付すことで形成される。族の接尾辞は -ini、亜族の接尾辞は -inaである。例えば、ヒト属 Homo をタイプ属とするヒト族は Homini、ヒト亜族は Homina である。
なお、この語尾の制限は科階級群名にのみ適用されるため、これらと同じ綴りを持つ属階級群（属および亜属）や種階級群（種および亜種）も成立する。例えば、Concinnia martini（有鱗目）や Hyla mystacina（無尾目）という学名は許容される。

## 植物・菌類、原核生物における連
現行の国際藻類・菌類・植物命名規約（ICN 2018）の日本語版および国際原核生物命名規約（ICNP 2022）の邦訳では、族に当たる階級は連（れん）と呼ばれる。英語やラテン語、中国語などの諸言語では「族」と区別がない。科や属といった一次ランクに対し、二次ランクの一つである。ICN (2018) において、tribe の略語は tr. とされる。
また、ICN (2018) および ICNP (2019) では連より下位には、接頭辞「亜」 sub- を付けて、亜連（あれん、英: subtribe、羅: subtribus）が置かれる。subtribe の略語は subtr. とされる。現行の ICNP (2022) では、連（tribe）が科の補助的な階級として位置づけられ、亜科や亜連といった階級は定義されない。
ICN (2018) では、連や亜連は科と属の間に位置するランクであるため、亜科などとともに「科の下位区分」（subdivision of a family）と呼ばれる。

### 連の学名
ICN (2018) において、連や亜連の学名は亜科の学名、更には科の学名と同様に、含まれる属（タイプ属）の学名の属格単数形から屈折語尾をそれぞれの階級の語尾に置き換えることにより形成される。これらは複数形の形容詞である。
ICN (2018) および ICNP (2019) における連の語尾（termination）は、-eae、亜連の語尾は -inae である。ただし、-virinae ではない。例えば、イネ科 Gramineae Juss. (nom. alt. Poaceae Barnhart) のタイプは Poa L. であり、それを含む連は Poeae R.Br.、それを含む亜連は Poinae Dumort. である。
連や亜連の学名が不適当な語尾を持って発表されているとき、著者の引用や日付を変更せずに、適切な学名に変更される。また、ICN (2018) では同位の原理のようなものはなく、連や亜連などの科の下位区分は必要になった場合に新設される。ただし、科が連や亜連に変更されるか、連や亜連が科に変更され、新しいランクで使用できる合法名がない場合、元の学名が語尾だけを変更して維持されるべきであるとされる。また、連が亜連、亜連が連など科の下位区分の別のランクに変更され新ランクで使用できる合法名がないときには、前のランクでの学名と同じ属名から形成されるべきであるとされる。
ICNP (2022) における連の接尾辞は、ICNP (2019) と同じく-eaeである。